# Anemia villosa
Anemia villosa är en ormbunkeart som beskrevs av Alexander von Humboldt, Amp; Bonpl. och Carl Ludwig Willdenow. Anemia villosa ingår i släktet Anemia och familjen Anemiaceae. Utöver nominatformen finns också underarten A. v. karwinskyana.